# 3073 Kursk
För andra betydelser, se Kursk (olika betydelser).
3073 Kursk är en asteroid i huvudbältet som upptäcktes den 24 september 1979 av den ryske astronomen N. S. Tjernych vid Krims astrofysiska observatorium på Krim. Asteroidens preliminära beteckning var 1979 SW11. Asteroiden har sedan fått namn efter den gamla ryska staden Kursk.
Asteroiden har en följeslagare, en asteroidmåne som har en diameter av 1,67 km, med en omloppstid av 1 dygn, 20 timmar och 57 minuter. 3073 Kursk har en egen rotation av 3,4468 timmar.
Kursk senaste periheliepassage skedde den 8 juni 2020.[Uppdatering behövs]